# Яккунлор (озеро, бассейн Ингуягуна)
Яккунло́р (устар. Яккун-Ло́р) — озеро в России, расположено в Сургутском районе Ханты-Мансийского АО, в бассейне реки Ингуягун, в 5 км к ЮВ от устья реки Котлунгъягун.
Высота над уровнем моря — 66,6 м.
Площадь водоёма составляет 8,05 км². Озеро является рыбопромысловым объектом.

## Данные водного реестра
По данным государственного водного реестра России относится к Верхнеобскому бассейновому округу, водохозяйственный участок озера — Обь от впадения реки Вах до города Нефтеюганск, речной подбассейн озера — Обь ниже Ваха до впадения Иртыша. Речной бассейн озера — (Верхняя) Обь до впадения Иртыша.
Код объекта в государственном водном реестре — 13011100111115200004333.